# Chersotis zernyi
Chersotis zernyi là một loài bướm đêm trong họ Noctuidae.